# 黄铭
黄铭（1963年4月—），江苏宜兴人，中国人民解放军上将，现任北部战区司令员。

## 生平
1980年高中毕业后参军，以优异成绩考入军校。曾任中国人民解放军沈阳军区某机械化师师长，后升任中国人民解放军陆军第十六集团军参谋长。在2015年9月3日纪念中国人民抗日战争暨世界反法西斯战争胜利70周年大会阅兵式中，黄铭作为50余位将军领队之一，率领“平型关大战突击连”英模部队方阵接受检阅。2016年7月，调任中国人民解放军陆军第四十一集团军军长。2017年3月，调任新调整组建的中国人民解放军陆军第八十一集团军军长。2018年2月24日，当选为第十三届全国人大代表。2019年6月，升任陆军副司令员。2021年9月，转任陆军参谋长。2023年1月升任中部战区司令员。2024年8月调任北部战区司令员。
2014年7月晋升少将军衔。2019年12月，晋升中将军衔。2023年1月晋升上将军衔。